# 볼장식따오기
볼장식따오기(학명: Bostrychia carunculata)는 사다새목 저어새과 따오기아과에 속한 물새이다.